# Prisogaster elevatus
Prisogaster elevatus is een slakkensoort uit de familie van de Turbinidae. De wetenschappelijke naam van de soort is voor het eerst geldig gepubliceerd in 1852 door Eydoux & Souleyet.